# Dicoryphe
Dicoryphe là một chi thực vật có hoa trong họ Hamamelidaceae.